# Gare d'Annaba
La gare d'Annaba est une gare ferroviaire algérienne située sur le territoire de la commune d'Annaba, dans la wilaya d'Annaba.
C'est une gare de la Société nationale des transports ferroviaires (SNTF), ouverte aux services voyageurs et marchandises.  Elle est desservie par les trains en provenance ou à destination de la capitale algérienne, Alger, et des grandes villes de l'Est algérien : Constantine, Sétif, Souk Ahras et Tébessa. Située à proximité du port d'Annaba, elle est la destination des trains miniers en provenance de la mine de phosphate de Djebel Onk et de la mine de fer d'Ouenza.

## Situation ferroviaire
Située à proximité du port et de la gare maritime d'Annaba, la gare ferroviaire est le terminus ou l'origine des lignes : 
- de Ramdane Djamel à Annaba, où elle est précédée de la gare de Oued Zied ;
- de Annaba à Djebel Onk, où elle est suivie de la gare d'El Hadjar ;
- de Annaba à Sidi Amar, où elle est suivie de la gare de Boukhadra.

## Histoire

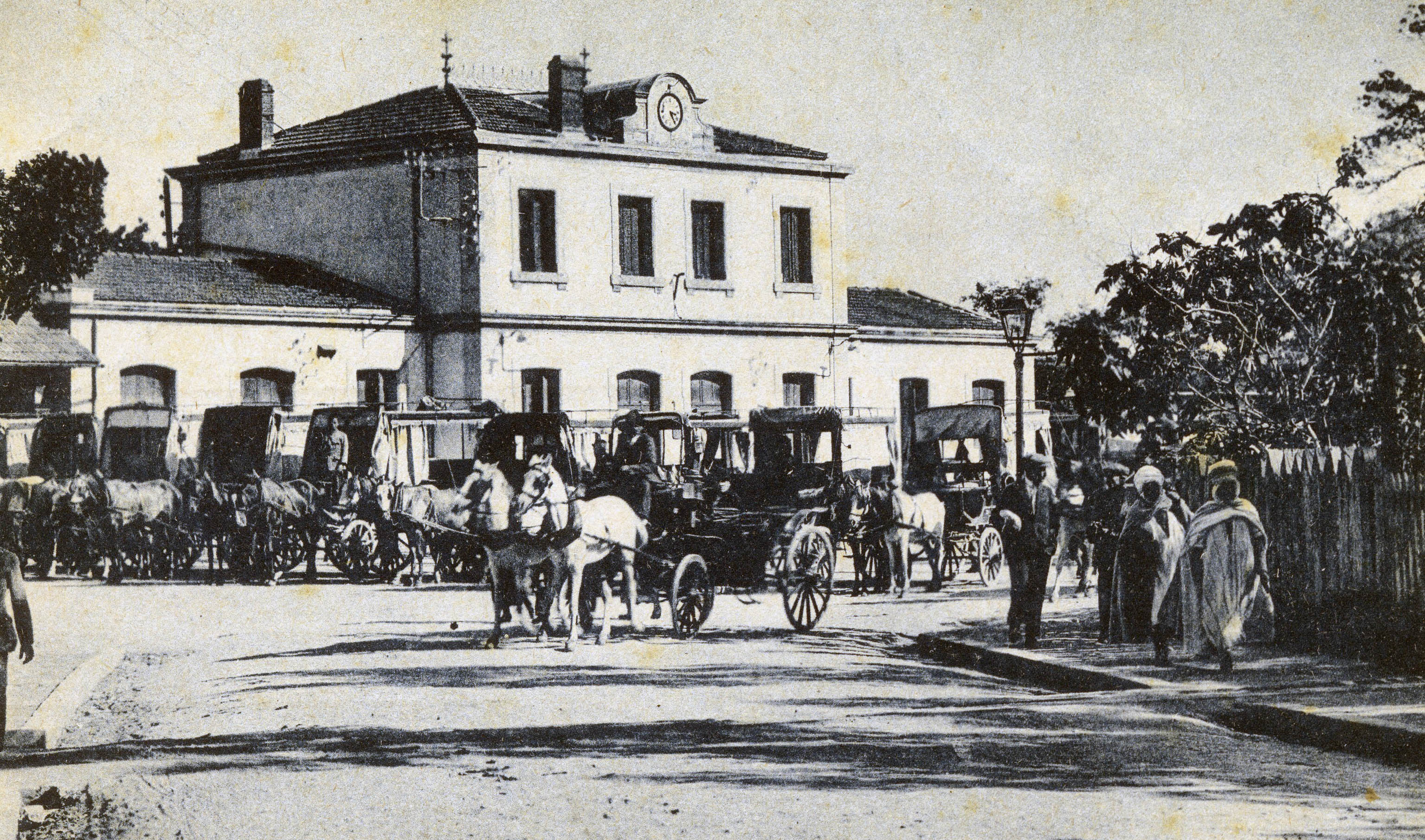
La gare d'Annaba au début du XXe siècle

La gare d'Annaba (anciennement gare de Bône lors de la colonisation française) est mise en service lors de l'achèvement, en 1876, du tronçon Bône - Duvivier (Bouchegouf) de la ligne de Bône à Guelma concédée à la Compagnie des chemins de fer Bône-Guelma,.
L'enceinte de la gare est classée en décembre 2023 comme « monument national protégé » en Algérie.

## Services voyageurs

### Accueil

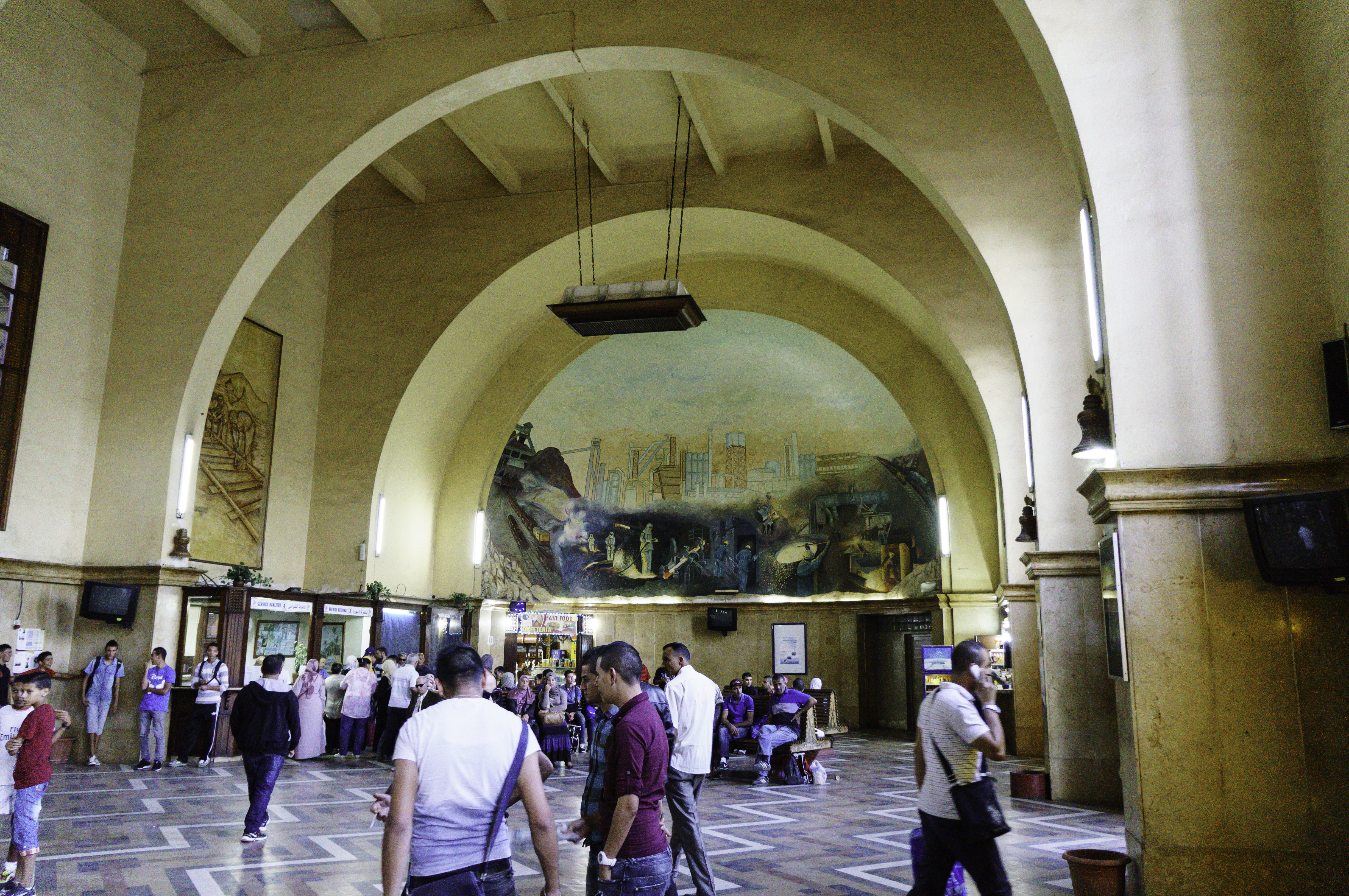
Le hall de la gare.
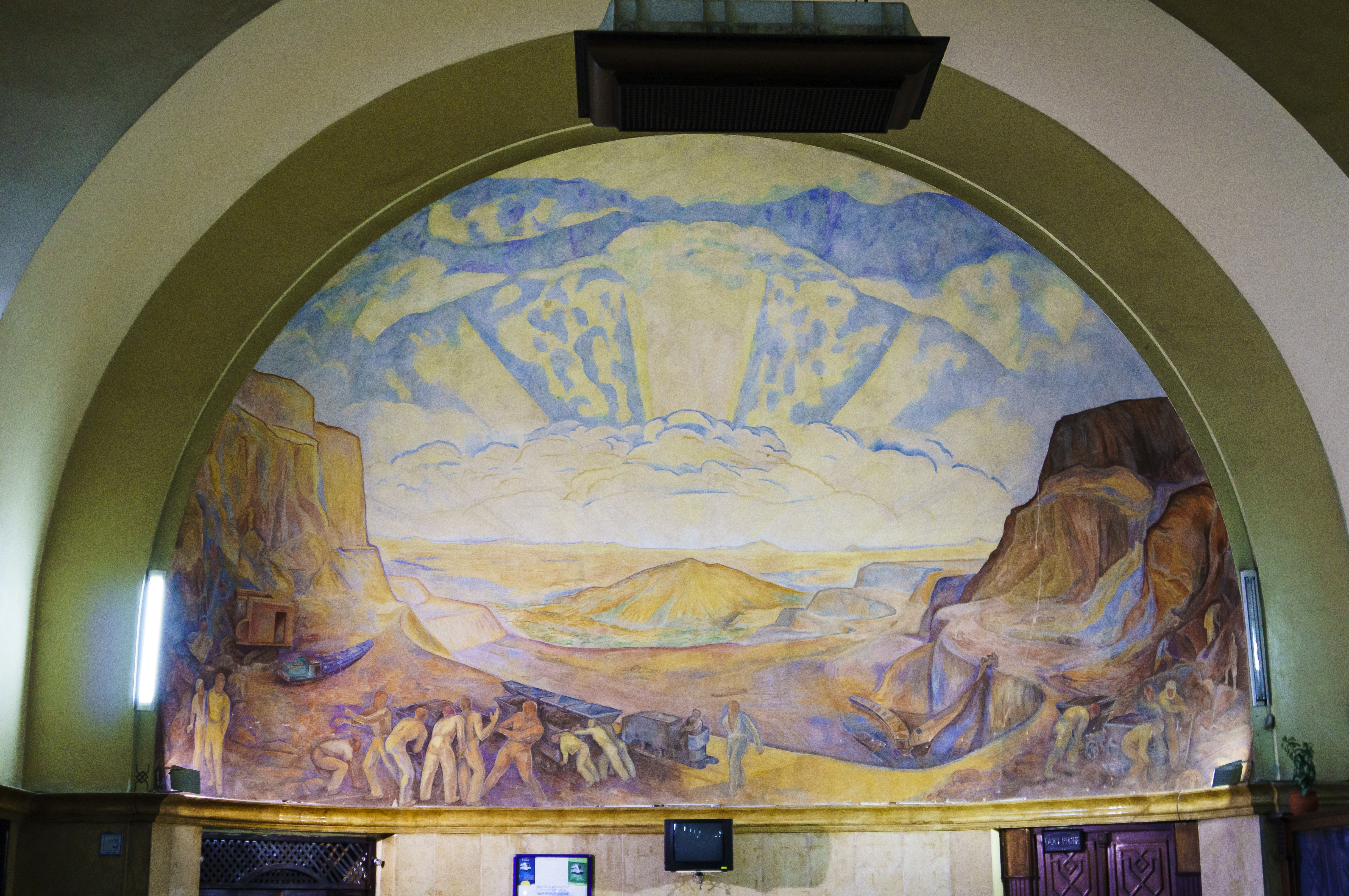
Art décoratif à l'intérieur de la gare.

### Desserte
La gare d'Annaba est desservie par : 
- les trains grandes lignes de la liaison Alger - Annaba[4] ;

- les trains régionaux des liaisons :
  - Annaba - Tébessa[5] ;
  - Annaba - Berrahal[6] ;
  - Annaba - Sidi Amar[7] ;
  - Annaba - Chihani Bachir[8].

C'est en outre la destination des trains miniers en provenance de la mine de phosphate de Djebel Onk et de la mine de fer d'Ouenza.